# John Mulcahy
John Joseph Francis Mulcahy, född 20 juli 1876 i New York, död 19 november 1942 i New York, var en amerikansk roddare.
Mulcahy blev olympisk guldmedaljör i dubbelsculler vid sommarspelen 1904 i Saint Louis.